# José Mário Branco
José Mário Monteiro Guedes Branco (Porto, 25 maggio 1942 – Lisbona, 19 novembre 2019) è stato un musicista, cantante e attore portoghese.
Iniziò la sua carriera durante il fascismo, dal quale fu perseguitato ed esiliato in Francia. Persona irascibile e resistente, di rara coerenza, lavorò con José "Zeca" Afonso e Sérgio Godinho. Fu anche attore, attivo nel teatro e nel cinema. Sue opere famose sono i dischi Ser Solidário, Margem de Certa Maneira, A noite e l'emblematica canzone FMI (ironicamente dedicata al Fondo Monetario Internazionale), opera sintesi del movimento rivoluzionario portoghese, con i suoi sogni e disincanti. Quest'ultima canzone fu censurata in qualunque stazione radio, canale televisivo o tipo di esibizione pubblica. Nonostante ciò, FMI sarà probabilmente la sua opera più conosciuta.

## Biografia
Compositore, cantante, musicista, arrangiatore, militante, attore teatrale e cinematografico da quando incise il suo primo disco (Seis Cantigas de Amigo, 1967), José Mário Branco fu sempre attivo, con un ritmo che non rispettava le regole del mercato: alle sue spalle, la diserzione da una guerra, con l'esilio a Parigi (1963-74) e un disco a fare di questo gesto un'arma: A Ronda do Soldadinho (1969).
Nella prima metà degli anni settanta, il lavoro di José Mário Branco si divide in due fasi. La prima è l'esilio, la resistenza, le attività (musicali, teatrali e politiche) congiunte con gli immigrati, l'incisione dei primi LP e un'importante collaborazione con José Afonso come autore degli arrangiamenti di Cantigas do Maio e Venham Mais Cinco. La seconda è la fase post-rivoluzionaria dove, rovesciata la dittatura e tornato in Portogallo, il cantante si impegna in progetti politici, musicali, teatrali e cinematografici (scrive la colonna sonora dei film A Confederação, Gente do Norte, 0 Ladrão do Pão).
Gli anni ottanta sono gli anni della discesa negli inferi e della disillusione, il regolamento di conti con una generazione e i suoi fantasmi. Ser Solidário/FMI (1982) e A Noite (1985) sono le testimonianze incise di questo periodo di piombo. Fino al decennio successivo, José Mário Branco si divide tra le attività alla UPAV (una cooperativa di musicisti che aiutò a fondare nel 1983) e la composizione per cinema e teatro.
Nel 1990 pubblicò il suo sesto LP, Correspondências e nel 1995 fece uscire il doppio disco Maio Maduro Maio, album dal vivo realizzato con João Afonso e Amélia Muge. Nel 1996, con l'etichetta EMI, furono riediti tutti i suoi LP. Nel 1997 José Mário Branco tornò all'attività in nome proprio con un concerto in CCB al quale ne seguiranno altre cinque nei Teatro da Trindade, Coliseu do Porto e Teatro Gil Vicente a Coimbra dai quali nascerà José Mário Branco ao vivo em 1997. Nel 1999 uscì la raccolta Canções escolhidas 71-97.
José Mário Branco è scomparso improvvisamente il 19 novembre 2019 nella sua casa di Lisbona all'età di 77 anni per un ictus cerebrale.

## Discografia
- Seis cantigas de Amigo - EP, 1967
- Ronda do Soldadinho - Single, 1969
- Mudam-se Os Tempos, Mudam-se as Vontades - LP/Cd,1971
- Margem de certa Maneira - LP/Cd, 1973
- A cantiga é uma Arma - LP, 1976 (G.A.C)
- Pois canté! - LP, 1977 (G.A.C.)
- A Mãe - LP, 1978
- Marchas Populares, EP, 1978
- Gente do Norte - EP, 1978
- O Ladrão do Pão - EP, 1978
- Ser Solidário - 2 LP 1982
- FMI - 12", 1982
- S. João do Porto - Single, 1982
- A Noite - LP,1985
- Correspondências - LP/Cd, 1990
- José Mário Branco Ao Vivo em 1997 - Cd, 1997
- Canções Escolhidas 71 / 97 - Cd, 1999
- Resistir é vencer - Cd, 2004

## Filmografia
- Silvestre, regia di João César Monteiro (1981) - voce